# 福田昌久
福田 昌久（ふくだ まさひさ、1934年7月31日 - 1988年11月29日）は、福島県いわき市出身のプロ野球選手（投手、外野手）・コーチ・監督、解説者。
旧名は「弘文」。

## 来歴・人物
磐城高校、常磐炭坑、専修大学を経て、1956年に南海ホークスへ投手として入団。3年目の1958年には外野手へ転向し、主に左腕対策として起用され、1960年には自己最多の6本塁打をマーク。1961年に27試合、1962年には10試合に先発出場を果たす。長打力と強肩が売りで、巨漢で怪力の福田は打撃練習こそ打球が凄まじく、タイヤを叩く打撃練習では軸のなる支柱を折ってしまったりするが、肝心の試合になると「扇風機」と仇名がつくほどカーブが全く打てなかった。レギュラーには届かず、代打と守備固めがメインの外野手であった。
ウエスタン・リーグでは1962年8月7日の阪急戦で先発投手に起用される。この日は早目に打撃練習にやってきたが、柚木進二軍監督から、「おいフク、どうや、お前投げてくれへんか」と突飛な申し出を受けた。一瞬福田は訳が分からなかったが、「若手がみんなバテてるんや。もてるところまで投げてくれ」ということで、急遽ブルペンでピッチング練習した。試合では4回半ばで交代するまで2安打、2四球の無失点で先発の任を果たした。試合後に福田は「真っ直ぐとシュートだけしか投げられへんから、そればっかり投げた。1安打も投ゴロをはじいてのものだから、ほんとは1安打しか打たれてない」とまんざらでもなさそうに語った。福田の話を聞いた広瀬叔功は野手転向後も速球とスライダー、ドロップに自信を持っていたため、「よし、ワシも今度いっちょう投げたろ」と柚木に頼みに行きそうな勢いも無理であった。広瀬は「フクがあれだけ投げられるんなら、このワシに投げられんことはない、ワシは一軍ででも投げたる」と語ったが、8年後の1970年に実現している。1963年に読売ジャイアンツへ移籍するが、この時に福田の凄まじい打撃練習を「観兵式」と表現していた鶴岡一人監督は「天下の川上も福田の観兵式にだまされたか」とつぶやき、川上哲治監督本人の前では「現役としては大したことがないが、軍師としてなら役立つ」と言った。1964年引退。
引退後は生真面目さとノッカーとしての才能を川上に評価され、巨人で二軍コーチ補佐（1965年 - 1966年）→一軍コーチ（1967年）→二軍打撃コーチ（1968年 - 1969年）、一軍外野守備・走塁コーチ（1970年 - 1971年, 1974年）、一軍走塁・外野守備コーチ（1972年 - 1973年）、一軍打撃コーチ（1975年）を歴任。
巨人コーチ時代はリーグ制覇の常連であったため、日本シリーズに勝利するためにパ・リーグ制覇チームの詳細なデータが必要であった。川上に南海時代のチームメイトであった野村克也にパ・リーグ覇者チームの打者、走者、投手の詳細な情報を聞き取るように指示され、福田は細かくも丁寧な字でびっしりと他チームの情報を大学ノートに記した。
二軍コーチ1期目の1966年7月に開かれたイースタン・リーグの幹事会で「選手へ手本を示すため」に、二軍の監督・コーチの出場が許されることが決まり、福田がコーチで実際に試合に出場第1号となった。9月29日の大洋戦（川崎）に8番・左翼手でスタメン出場し、結果は4打数1安打であった。さらに同日に行われたダブルヘッダー第2試合にも8番・左翼手でスタメン出場したが、3打数0安打で8回表に代打・淡河弘が送られて途中交代した。
2期目の1969年は連日多摩川で若手の打撃練習の打撃投手を買って出て、ボールが70個入る籠3つをあっという間に40分で空にした。
1970年に野村が古巣・南海の選手兼任監督に就任した時、川上に福田の譲渡を申し込んできた。OKすれば、収入は間違いなく増えるため、川上は「行ったらどうだ。いい話だよ」と薦めたが、福田は「気持ちに応えたくないといえば嘘になりますが、僕はまだまだ未熟者です。もっともっと巨人で野球の勉強をさせてください」と答えたという。ノッカーとしての才能は尋常ではなく、外野手を走らせ、ぎりぎりのところに落ちるようにノックした。普通のノッカーはスライスボールしか打てないが、福田は研究してフックボールも打てるようになった。ノック名人と言われたが、その代償として慢性の右肘痛に悩まされた。食事の時に食べ物を箸で摘むことはできたが、肘が曲がらないため、それを口まで持っていくことが難しくなった。
守備・走塁コーチとしての技術向上にとにかく意欲的で、守備力はコーチのノック如何だというのが持論となり、思い通りにどんな打球も打つことが出来た。クレバーなアイデアマンでもあり、右打ちながら「打者は右だけじゃない」と左でもし、これを器用にこなしたり、三塁コーチとしては手袋で内側を赤、甲を青にし、信号のように走者にサインを出した。さらに外野手の送球へのアドバイスも面白く、後ろの打球を処理した後の送球をスムーズにするため、各ベースの背景となるフェンスの広告を使い、「〇〇食品に向かって投げろ!」と指示した。
一塁コーチとしては走塁に関してかなり緻密な理論を持ち、走者のリードを常にぴたりと的中させた。柴田勲は3m35cm、高田繁は3m5cmといった具合であったが、帽子の庇を利用し、視線と庇の角度で測定していた。
40cmほどの短いが太くて重い片手素振り用のバットを製作し、各バッターのリスト強化に役立てたこともあり、バント練習にはバットの背に添える手にグラブをはめさせてやらせていたこともあった。前人未到のV9に貢献し、「V9になくてはならない男でした」と川上も認めていた。長嶋茂雄も打てない時は、福田と2人でティーバッティングに取り組んだ。
長嶋が監督に就任した1975年は一軍打撃コーチとなったが、解説者の青田昇からは「現役時代カーブが打てなかったやつがコーチをしてるから巨人の打者はカーブが打てない」と言われるなど チーム打率がリーグ最下位と低迷し、球団創設以来初の最下位に転落した責任を取らされる形で退団。
巨人退団後は文化放送「ホームランナイター」解説者（1976年）を経て、日本ハム二軍監督兼打撃コーチ（1977年 - 1978年）→ロッテ一軍総合コーチ（1979年 - 1981年）→古巣・南海一軍打撃コーチ（1983年）→中日ヘッドコーチ（1984年）を歴任。
日本ハム時代には島田誠をアベレージヒッターに徹する指導で育て、島田は「ドラフト外で日本ハムに入団し、2軍監督福田昌久に出会わなければ、私は1年でクビになっただろう。その人の指導が私の人生の中で一番の出来事であり、その人のおかげで15年間現役でプレーができた。人生を変えた」と振り返っている。
南海時代には香川伸行に「バットを振って体で覚えろ」と言って木槌型バットでボールを芯でとらえる練習を繰り返しさせ、最終的にはキャリアハイの15本塁打、61打点、打率.313でベストナインに選出される程に育てた。
ロッテ時代にはコーチ1年目の千田啓介にノックの技術を手取り足取り教え、強い打球を打てるように手首と腕の筋力アップは当然で、選手よりも早くグランドに現れノックの練習をする姿勢も教えた。受け継いだ千田は手首と上腕を酷使したが、ロッテ時代に従事した山内一弘・山本一義・稲尾和久ら3人の監督に「選手より早く来てボールを打ってるコーチは初めて見たよ」と言われた。
1988年11月29日死去。54歳没。
息子は千葉県四街道市のちばコープ四街道店1Fで「手作りパンの店 epi～エピ～」を経営していたが、2012年1月29日に閉店している。

## 詳細情報

### 年度別投手成績
| 年 度    | 球 団    | 登 板 | 先 発 | 完 投 | 完 封 | 無 四 球 | 勝 利 | 敗 戦 | セ 丨 ブ | ホ 丨 ル ド | 勝 率 | 打 者 | 投 球 回 | 被 安 打 | 被 本 塁 打 | 与 四 球 | 敬 遠 | 与 死 球 | 奪 三 振 | 暴 投 | ボ 丨 ク | 失 点 | 自 責 点 | 防 御 率 | W H I P |
| -------- | -------- | ----- | ----- | ----- | ----- | -------- | ----- | ----- | -------- | ----------- | ----- | ----- | -------- | -------- | ----------- | -------- | ----- | -------- | -------- | ----- | -------- | ----- | -------- | -------- | ------- |
| 1957     | 南海     | 6     | 1     | 0     | 0     | 0        | 0     | 1     | --       | --          | .000  | 49    | 11.1     | 11       | 0           | 5        | 0     | 0        | 9        | 1     | 0        | 5     | 4        | 3.00     | 1.41    |
| 1962     | 南海     | 1     | 0     | 0     | 0     | 0        | 0     | 0     | --       | --          | ----  | 1     | 0.0      | 0        | 0           | 0        | 0     | 1        | 0        | 0     | 0        | 0     | 0        | ----     | ----    |
| 通算:2年 | 通算:2年 | 7     | 1     | 0     | 0     | 0        | 0     | 1     | --       | --          | .000  | 50    | 11.1     | 11       | 0           | 5        | 0     | 1        | 9        | 1     | 0        | 5     | 4        | 3.00     | 1.41    |

### 年度別打撃成績
| 年 度     | 球 団     | 試 合 | 打 席 | 打 数 | 得 点 | 安 打 | 二 塁 打 | 三 塁 打 | 本 塁 打 | 塁 打 | 打 点 | 盗 塁 | 盗 塁 死 | 犠 打 | 犠 飛 | 四 球 | 敬 遠 | 死 球 | 三 振 | 併 殺 打 | 打 率 | 出 塁 率 | 長 打 率 | O P S |
| --------- | --------- | ----- | ----- | ----- | ----- | ----- | -------- | -------- | -------- | ----- | ----- | ----- | -------- | ----- | ----- | ----- | ----- | ----- | ----- | -------- | ----- | -------- | -------- | ----- |
| 1957      | 南海      | 7     | 4     | 3     | 0     | 0     | 0        | 0        | 0        | 0     | 0     | 0     | 0        | 0     | 0     | 1     | 0     | 0     | 1     | 0        | .000  | .250     | .000     | .250  |
| 1958      | 南海      | 2     | 2     | 2     | 0     | 0     | 0        | 0        | 0        | 0     | 0     | 0     | 0        | 0     | 0     | 0     | 0     | 0     | 1     | 0        | .000  | .000     | .000     | .000  |
| 1959      | 南海      | 12    | 2     | 2     | 0     | 0     | 0        | 0        | 0        | 0     | 0     | 0     | 0        | 0     | 0     | 0     | 0     | 0     | 2     | 0        | .000  | .000     | .000     | .000  |
| 1960      | 南海      | 79    | 107   | 103   | 22    | 22    | 1        | 2        | 6        | 45    | 14    | 0     | 3        | 1     | 0     | 2     | 0     | 1     | 43    | 2        | .214  | .236     | .437     | .673  |
| 1961      | 南海      | 104   | 148   | 136   | 14    | 26    | 9        | 2        | 2        | 45    | 20    | 0     | 2        | 3     | 1     | 7     | 0     | 1     | 59    | 2        | .191  | .236     | .331     | .567  |
| 1962      | 南海      | 77    | 61    | 59    | 14    | 13    | 1        | 0        | 2        | 20    | 8     | 3     | 3        | 0     | 0     | 2     | 0     | 0     | 28    | 1        | .220  | .246     | .339     | .585  |
| 1963      | 巨人      | 63    | 75    | 74    | 12    | 21    | 4        | 2        | 1        | 32    | 6     | 2     | 3        | 0     | 0     | 1     | 0     | 0     | 24    | 1        | .284  | .293     | .432     | .726  |
| 1964      | 巨人      | 45    | 14    | 13    | 7     | 3     | 0        | 0        | 0        | 3     | 1     | 0     | 0        | 0     | 0     | 1     | 0     | 0     | 4     | 0        | .231  | .286     | .231     | .516  |
| 通算：8年 | 通算：8年 | 389   | 413   | 392   | 69    | 85    | 15       | 6        | 11       | 145   | 49    | 5     | 11       | 4     | 1     | 14    | 0     | 2     | 162   | 6        | .217  | .248     | .370     | .617  |

### 記録
- 初出場・初登板：1957年6月20日、対東映フライヤーズ11回戦（駒澤野球場）、5回裏から3番手で救援登板・完了、4回1失点
- 初先発登板：1957年8月27日、対毎日オリオンズ18回戦（大阪スタヂアム）、1回1/3を1失点で敗戦投手
- 野手として初出場：1958年8月13日、対近鉄パールス22回戦（大阪スタヂアム）、5回裏に長光告直の代打として出場、伊藤四郎の前に三振
- 初安打：1960年5月3日、対西鉄ライオンズ4回戦（平和台球場）、9回表に中島淳一から単打
- 初先発出場：1960年7月3日、対毎日大映オリオンズ13回戦（大阪スタヂアム）、7番・中堅手で先発出場
- 初本塁打：1960年7月7日、対東映フライヤーズ17回戦（大阪スタヂアム）、7回裏に久保田治からソロ

### 背番号
- 18 （1956年）
- 28 （1957年 - 1962年）
- 40 （1963年 - 1964年）
- 76 （1965年 - 1975年、1977年 - 1981年、1983年 - 1984年）[16]

### 登録名
- 福田 弘文 （ふくだ ひろふみ、1956年 - 1962年4月20日）
- 福田 昌久 （ふくだ まさひさ、1962年4月21日 - 1964年）